# أم الأسود
أم الأسود أحد القرى التابعة لمنطقة بدر الجديدة غرب العاصمة الأردنية عمّان. تمتاز بالطبيعة الجبلية ذات الاحراش الصنوبرية .